# Rioolstreng
Een rioolstreng is een rioolleiding tussen twee rioolputten. De lengte van een rioolstreng kan variëren van een meter tot vele tientallen meters en wordt eigenlijk slechts beperkt door de noodzaak tot reiniging en inspectie. De maximale lengte is dus afhankelijk van de lengte die met de hedendaagse middelen voor reiniging en inspectie behaald kan worden. Doorgaans wordt een maximumlengte van 60 tot 90 meter toegepast.
De diameter van de leiding is in veel gevallen over de gehele lengte van de streng gelijk en verandert meestal in rioolputten. Bij ontwerp altijd uitgegaan van een constante diameter tussen Rioolputten.